# Circaea glabrescens
Circaea glabrescens là một loài thực vật có hoa trong họ Anh thảo chiều. Loài này được (Pamp.) Hand.-Mazz. mô tả khoa học đầu tiên năm 1933.